# Chiesa di San Donnino (Sissa Trecasali)
La chiesa di San Donnino Martire è un luogo di culto cattolico dalle forme barocche situato in strada per Torricella a Torricella, frazione del comune sparso di Sissa Trecasali, in provincia e diocesi di Parma è sede di una parrocchia compresa nella zona pastorale della Bassa.

## Storia
La prima citazione di una cappella a Torricella è contenuta in un atto recante la data del 1º gennaio 1182.
Nel 1230 questo luogo di culto risultava formalmente filiale dalla pieve dei Santi Quirico e Giulitta, ma di fatto dipendeva dal monastero di San Roberto.
Durante la visita pastorale del 1690 il vescovo di Parma Giuseppe Olgiati, rilevate le cattive condizioni della struttura, ordinò che fosse riedificata; così, nel 1705 venne costruita la nuova parrocchiale.

## Descrizione

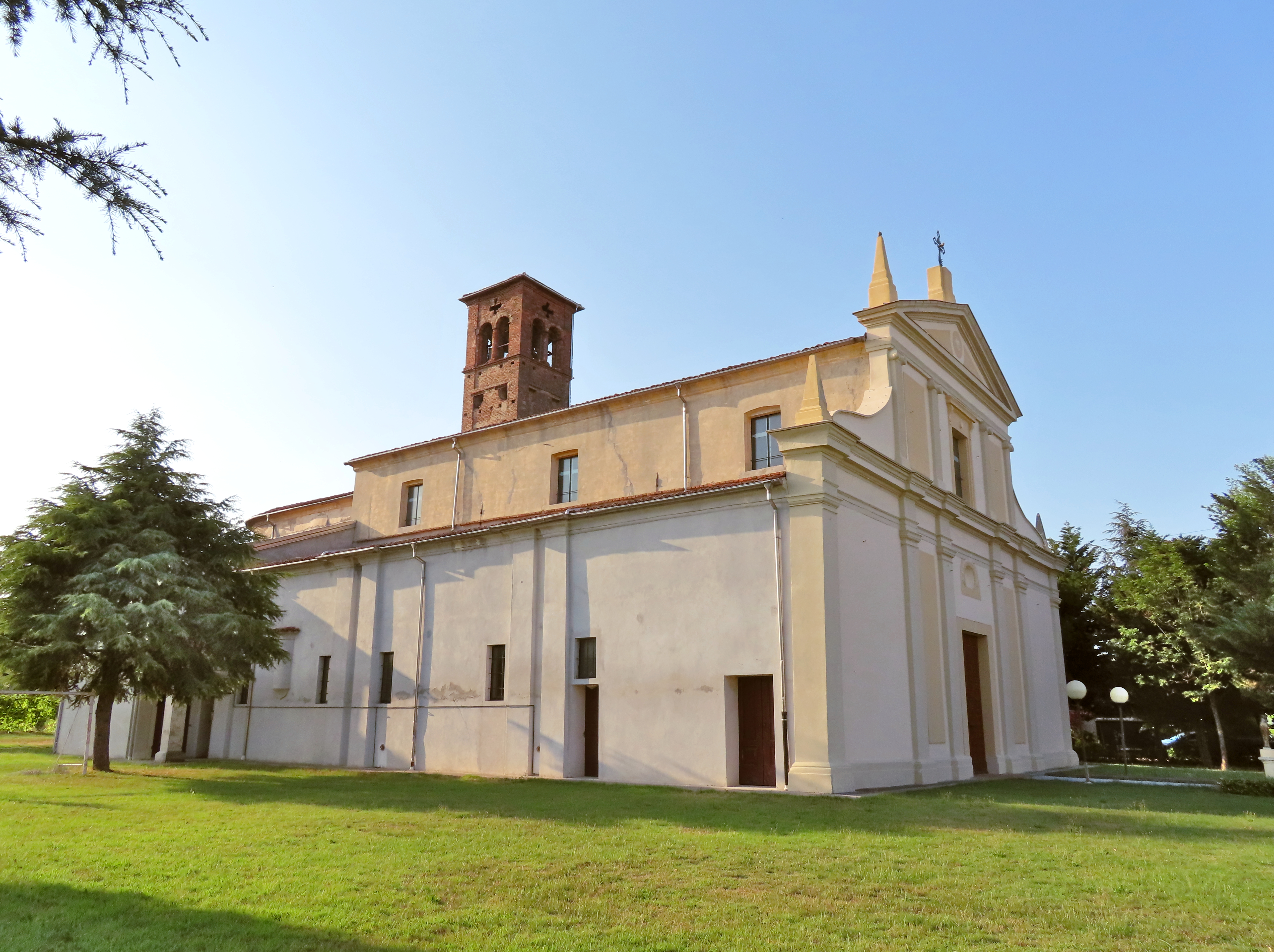
La chiesa vista da sud

### Esterno
La facciata a salienti della chiesa, rivolta a sudest, si compone di tre parti: quella centrale, suddivisa da una cornice marcapiano in due registri e coronata dal timpano triangolare, è scandita da quattro lesene e presenta il portale d'ingresso e una finestra, mentre le due ali laterali sono caratterizzate da coronamenti mistilinei.
Annesso alla parrocchiale è il campanile a base quadrata, la cui cella presenta su ogni lato una bifora ed è coperta dal tetto a quattro falde.

### Interno
L'interno dell'edificio si compone di un'unica navata, sulla quale si affacciano le cappelle laterali introdotte da archi a tutto sesto e le cui pareti sono scandite da lesene sorreggenti la trabeazione sulla quale si imposta la volta a botte; al termine dell'aula si sviluppa il presbiterio, rialzato di alcuni gradini, ospitante  l'altare maggiore e chiuso dall'abside di forma semicircolare.